# Slaget vid Mared
Slaget vid Mared var ett fältslag under det Nordiska sjuårskriget mellan svenska och danska styrkor den 9 november 1563. Slaget stod i trakten av Oskarström. Danskarna vann en seger, men inte av någon avgörande betydelse eftersom huvuddelen av svenska armén kunde retirera.
Efter krigsutbrottet 9 augusti 1563 tågade en armé under befäl av Erik XIV med Charles de Mornay och Klas Kristersson Horn närmast under sig över småländska gränsen in i Halland. Man siktade på att belägra Halmstad, men i brist på artilleri misslyckades belägringen. Som vintern var i antågande och underrättelser kom om att Fredrik II var i antågande, valde Erik själv att bryta upp med en del av hären, och Horn och de Mornay skulle återtåga med den övriga armén. Vid Mared på gränsen mellan Halland och Småland kom det danska krigsfolket ikapp den svenska reträtten.

## Situationen vid Halmstad
Efter svenskarnas misslyckade anfall på Halmstad den 5 och 6 november höll man rådslag den 6 november. Förutom kung Erik deltog Gustaf Olofsson (Stenbock), Göran Eriksson (Gyllenstierna), Birger Nilsson (Grip) och Klas Kristersson (Horn). Man beslöt sig för att bryta belägringen samt att konungen omedelbart skulle lämna armén. Enär belägringen av Halmstad droge ut på tiden, vore rådligast, att konungen ej längre qvardröjde derstädes, utan begåfve sig öfver gränsen in i Sverige igen, i anseende till lägrets trängsel, osundhet och obeqvämlighet samt svårigheten att erhålla then del till vichtualie och trachteringh, som Hans Ko. M:tt medh rätthe ägner och bör haffwa, samt med anledningen af sjukligheten bland krigsfolket, hvilken kunde föranleda att Hans K. M:tt måtte ock någon siukdom påkomma. Man var även överens om olägligheten ifall danskarna skulle framrycka med en stor krigsmakt och man måste använda mycket omsorg att skydda hans person, istället för att undanskaffa krigsmaterielen över gränsen. Vidare avblåste man fälttåget till följd av den sena årstiden och krigsfolkets sjuklighet vore öfver hufvud ej rådligt att längre fortsätta Halmstads belägring, utan så snart K. M:t dragit dädan, borde man småningom låta föra bort öfver gränsen all krigsmaterial. Kung Erik förväntades till kungsgården Orreholmen utanför Falköping. Skyttet och artilleriet kan tills vidare föras till Jönköping, dit även bondeuppbådet från Uppland och andra landsändar borde samla sig.
Med eskort av Drabantkåren (Kunglig Majestäts drabanter) samt åtta fanor ryttare och tre fänikor knektar lämnade kungen fältlägret vid Halmstad den 8 november och skinnandes några juteherremäns gårdar på vägen. Klas Kristersson Horn och Charles de Mornay fick befälet över de kvarvarande styrkorna. Charles de Mornay hade nyss anslutit sig till hären vid månadsskiftet och den totala svenska styrkan uppgavs nu till tolv fanor ryttare och tre regementen knektar, förutom uppbådad allmoge. Den kvarvarande hären skulle hålla belägringen så långt det var möjligt ifall staden ändå kapitulerade. Man hade order att om fienden kom starkt för att undsätta staden, skulle allt artilleri och förråd föras i god tid över landmärket. Sedan skulle hela hären dra sig tillbaka till Gunnarps bro eller Kilebro. Ett annat alternativ var att styrkan delade sig i tre avdelningar under Klas Kristersson, de Mornay och Lars Pederson Hård af Segerstad. Dessa skulle lägga sig i beredskap i Kalmar, Jönköping och Västergötland för fortsatta operationer. Eriks ambition var att föra en styrka samt artilleriet från Orreholmen till Bohus fästning och anfalla detta. Styrkan i Jönköping skulle fungera som en reserv. Detta förutsatte dock att reträtten från Halmstad lämnades ostörd av fienden. Men sedan kungen lämnat krigshären sjönk moralen bland knektarna och stora skaror rymde från sina förband dagligen. 
Redan den 3 november var kung Fredrik II med hovfanan i Malmö och uppryckte de i staden förlagda styrkorna för att undsätta det belägrade Halmstad. De värvade trupperna hade legat i vinterläger sedan man återvände från fälttåget mot Älvsborgs slott. Efter detta hade en inte alltför obetydlig demobilisering skett och flera värvade förband hade lämnat armén. Tillsammans med fältöverste Günther von Schwartzburg och knektarna under Jørgen von Holle gick man mot Laholm. Här inväntades Daniel Rantzau med sina knektar som varit förlagda i Ystad. När man väl samlat sig i Laholm lämnade man all tross och ryckte upp den 7:de. Storleken på den danske kungens krigshär bestod av åtta fanor ryttare och 24 fänikor knektar enligt greve Günthers brev till Henrik av Braunschweig-Wolfenbüttel strax efter striden. Man fick order att marschera under tystnad utan trummor. Stridsledarna fick hemlig information om att svenskarna tänkte bryta upp och att kung Erik planerade gå mot Kalmar. Den danska marschen gick långsammare än planerat och man hade problem att under ordnade former passera broar. Ytterligare tid spilldes när man åter skulle ställa upp i slagordning. Vid midnatt mellan den 8:de och 9:de hade delar av hären nått Nissan och anlände till det ödelagda fältlägret öster om ån. Då bron var raserad slog hela hären läger här under natten. Man led av brist på proviant och foder. Under ett energiskt arbete under natten byggdes åter bron upp av uppbådade timmermän. 
Panik utbröt i svenskarnas läger när man underrättades om att det danska krigsfolket närmade sig. Belägringen bröts och man grupperade om. Det 3. regementet med sitt tilldelade rytteri som låg "på fel sida" av Nissan skyndade sig över till den norra. Flottarna höggs upp och fältlägren sattes i brand. Alla broar förstördes. Delar av den svenska hären började retirera upp längs Nissan. Charles de Mornay hade order att stanna med sitt krigsfolk för att förvissa sig om fiendens styrka och endast om läget blev allvarligt ta sig in i Småland. Men strax underrättades man om att Fredrik II redan hade kommit till Nissan och red i spetsen för sin yrkesarmé. På aftonen den 8:de hade svenskarna lämnat sina ställningar utanför Halmstad.

## Slaget vid Mared
På morgonen den 9:de kunde det danska krigsfolket gå över ån. Man ställde upp i slagordning men svenskarna var försvunna. Kung Fredrik beordrade genast sitt rytteri av åtta fanor samt 2 000 hakeskyttar i tre fänikor att ta upp jakten längs Nissan. Övriga knektar som stod under Daniel Rantzau ställs till Halmstads försvar. Längst fram red en förtrupp bestående av Stalldränge-fanan under Lave Bek. Därnäst första anfallsvågen under greve Günther, och därefter andra anfallsvågen ledd av kung Fredrik själv. Totalt bör väl hären utgjort runt 4 500 man (härens storlek anges till kun tre tusinde mand. Stalldrängefanan, Stalbubenfane, var främst avsedd till rekognosering och förordnades att gå ett stycke framför hären till säkerhet mot överfall. Den anges att Peder Gyldenstjerne var ryttmästare vid Mared.
Svenskarna under de Mornay hade under morgonen hunnit 15 km till passet vid Mared, (Wid Marekärr i Slätåkra Sockn, Marikier, Marckerod. Trots att en del förband fortsatt norrut och andra helt försvunnit under nattmarschen ansåg man sig stark nog för strid. På sin vänstra flygel mellan Nissan och landsvägen ställdes 1:a regementet med 9 fänikor. Häri ingick kungens eget förband, Gårdsfänikan under ledning av Tönnes Olsson. Marken här utgjordes av en mosse och uppfylld äng, wid laggen af et kärr. På högra flygeln och på båda sidor av landsvägen ställdes rytteriet som var omkring 10 fanor. Längst bak på en höjd (den hoje Bakke Maredbjerg) placerades artilleriet omgärdat av delar av 2:a och 3:e regementet med 4 respektive 3 fänikor. Det var svårt att uppskatta hur stor den svenska hären var i antal då många knektar lämnat förbanden, men bör ha utgjort minst 12 000 man, (550x15 fänikor + 800 gårdsfänikan + 300x10 fanor, artilleri, tross och icke reguljära trupper ej inräknat). Uppskattningen förutsätter dock att fänikorna var fullständiga.
Vid middagstid anföll Stalldrängefanan svenskarnas vänstra flank på mossen. Tätt följdes man av första anfallsvågen ledd av greve Günther med sina två fanor. Striden var brutal och svenskarna fick problem att gruppera sig på mossen, da ein gemehre und Sumpf gewesen, das man zum Schwedischen volcke nicht wol in der Schlaschtordnunge hat kommen mügen. För att värja de utsatta fotknektarna ryckte det svenska rytteriet upp och in i fiendens flank. Greve Günther och hans ryttarhär retirerade och förföljdes av det svenska kavalleriet.
Vid denna stund var kung Fredrik nu kommen med andra anfallsvågen. När han mötte den retirerande styrkan tillropade han dem Omkring! Omkring! Frem imod fjenden!. Enligt de danska krönikorna red han i spetsen för sin här och ledde dem in i elden. Man mötte svenskarnas kavalleri och slog dem. Den Västgöta-adelsfanan och Hingstridarna som är första linjen retirerade från drabbningen och in i skogen. I denna manöver drog dessa också med sig alla de övriga fanorna i vild reträtt. Styrkan under greve Günther förföljde svenskarnas flykt.
Samtidigt gick rytteriet under kung Fredrik och de nu anlända hakeskyttarna till storms mot svenskarnas ställning på höjden. Det blev en långvarig och hård kamp. Artilleriet användes väl och det sägs att kulorna gjorde så det lyste genom danskarnas led. Men de hårt ansatta fotknektarna slogs på reträtt och danskarna erövrade den viktiga höjden, och sloge der mange ihiell. Det var med all sannolikhet då som den svenske översten och tygmästaren Lars Pedersson (Hård af Segerstad) stupade. Mornay klev av sin häst, hasteligen neder fra sin hest till fodfolchet, för att inte dra onödig eld på sig. Han samlade återstoden av knektarna, mest utgörande 1:a regementet, och lyckades återerövra berget och det övergivna artilleriet. Svenskarna som var hårt ansatta av danskarnas kavalleri och infanterield lyckas också behålla positionen. Tydligen infann sig ett visst lugn i striden vilket kan bero på att det danska krigsfolket grupperade om. Svenskarna uppfattade det som en seger och meddelade konungen att man hållit ställningarna trots ett stort manfall. Hur lång denna paus var förblir okänt. Därpå anföll kung Fredriks trupper höjden igen. Svenskarna inväntade förstärkningar och motanfall från eget rytteri vilket dock uteblev. Mitt i detta tumult erhöll Mornay brev från Kung Erik XIV på Orreholmen. Den svenska konungen som ännu var omedveten om situationens allvar beordrade Mornay att föra tre fanor och sex fänikor till Falkenberg och där anlägga en befästning. Efter svåra förluster för att behålla ställningarna på höjden beslutade man sig till slut för dra sig undan vid mörkrets inbrott. I brist på anspann tvingades svenskarna lämna allt artilleri och utrustning till fienden.
I skydd av mörkret förde de Mornay de slagna svenska fotknektarna ut i ett skogbeväxt träsk längs Nissan och in mot Sverige. Kung Fredrik uppmanade sina styrkor att förfölja men mötte då motstånd från sin fältöverste Günther. Denna förklarade att man inte skulle lockas av en slagen fiende in i Smålands vildväxta skogar, där man kunde lägga sig i bakhåll. Kung Fredrik övervägde, men då man efterlämnat tross- och fodervagnarna i Laholm och trupperna inte blivit provianterade sedan dess, samt brist av vinterkläder, biföll konungen överstens begäran. Man gjorde fältläger på slagfältet. Vid midnatt lät Fredrik sända bud till Halmstad efter knektarna under Rantzau för att söka fiendens ställningar. Man inledde strax ett eftersök på morgonen men svenskarna var helt borta.
Den svenska reträtten längs Nissan hade övergått i ren flykt. Knektarna hade slängt ifrån sig vapen och tung utrustning så länge man befarat dansk förföljelse. Både i 2. och 3. regementet förekommer större lättnader i klädseln. Man fordrade att få återgå till rör och värja vilket befälen i viss utsträckning biföll. Mornay nämner att soldaterna lade efter sig en hop med harnesk när de gick igenom Vestbo och Sunnerbo. Vid ett senare fälttåg under Daniel Rantzau år 1564 var vägarna i skogen kring Långaryd full med bortkastade vapen och dylikt. das auf dem wege, do die schlacht mit den Schweden... rustungen, sthorm hutte vnd panzer hemde gefunden, Friedrich von Dohna till kung Fredrik 21 maj).

## Efter slaget
Enligt Günthers brev från den 11 november pågick striden vid Mared i 52 timmar. De danska förlusterna uppgick denna dag till omkring 200 man och 300 hästar. Betydligt värre blev det för svenskarna. Fredrik II uppskattade svenskarnas förluster till 2 500 och greve Günther de svenska förlusterna till 3 000 man. 1:a regementet förlorade 662 man och rimligt kan hela hären haft förlust på högst 14 procent. Bland enskilda fänikor kan nämnas M. Grots som förlorade 265 man, Långe Bengts förlorade 109, P. Månssons 113, Olof Månssons 211 man. Gårdsfänikan som var bäst utrustad och var enda förbandet fullt rustad med harnesk förlorade 18 man. Det svenska artilleriet som föll i fiendens händer bestod av 41 kanoner i varierande storlek med tillhörande 28 skeppund krut och 1 093 lod. Alla pjäser var kompletta med hjul, lådor, föreställare och full utrustning. Det större skyttet utgjordes av tre hela kartover som låg övergivna längs vägen mellan Halmstad och Mared. Därtill erövrades även den svenska hovfanan, welche blau mit einem durchgehendem gelben Creutz gewesen. Fredrik II fick också en underrättelse om att Erik XIV i sin här fört fyra häxor, av vilka en togs tillfånga av Günthers ryttare. Den 13 november skrev Fredrik från Halmstad till biskop Hans Albretsen om sin situation, at Gud almaegtigste nu haver givet os sejrvindning over vore Fjender, saa at ni i Tisdags sidst forleden vi sloges med dennem, blev paa deres side ved 2500 og mere; de andre toge flugten, og vi afjagade dennem deres bedste skyts, de her havde, og vi beholdt Marken.
Den svenske konungen fick första underrättelsen om striden den 15:de, vari Mornay skriver; på sistone behållit marken och lagt en hop ned af fiende. Erik lät sända sitt tack till Mornay; och ändock en stor part af vårt folk hava givit flykten i förstone, så have I likväl på det siste behållit marken och nedlagt en hel hop af fienden. På ett något falskt sätt meddelade kung Erik, att om han bara vetat att ett slag vart förestående skulle han själv infunnit sig och lett armén. Erik beordrade allmänt återtåg den 15 november då han åter ville samla stridskrafterna för att anfalla Bohus slott. En offensiv som han personligen skulle leda. Det 3:e regementet skulle samlas i Jönköping och övrigt krigsfolk vid Orreholmen. Men upplösningen av krigsfolket gick nu ej längre att hindra och endast spillror anlände. Av 1:a regementet kunde man bara få ihop en fulltalig fänika. Styrkan som skulle samlas i Jönköping hade Mornay hemskickat och förskingrat. 
Långt in i 1564 pågick räfster mot knektar som lämnat sina förband under reträtten från Halmstad och Mared. Deras antal synes varit stort och åtminstone ett befäl, Olof Dobblare som var hövitsman för en av västgötafänikorna, blev avsatt. Hopar av soldater höll sig gömda på landsbygden och rövade från eget land. Erik XIV befallde att profosser med 30–40 ryttare skulle leta upp dem och straffa med böter enligt krigsartiklarna samt avrätta deras ledare. 
Kung Fredrik II beordrade åter sina styrkor att förlägga sig i vinterläger. De värvade krigarna var ovilliga att genomföra krigsoperationer innan isarna och tjälen lagt sig. Fältöversten Günther drog sig tillbaka till Skåne och kavalleriet förlades i Lund, Malmö och Landskrona. Jørgen von Holles regemente delades upp i Blekinge och södra Skåne. Daniel Rantzaus regemente blev kvar i Halland till lantvärn åt Halmstad och Varberg. Fyra fänikor utskrevs dock i Skåne, varav två sändes vid årets slut till Ronneby för att stärka Blekinges försvar. Daniel Rantzau begav sig åter på offensiv mot Sverige året därpå med sitt fotregemente och Hovfanan. Den 18 maj ryckte man upp från Halmstad och gick upp samma väg längs Nissan. När hären kom till Mared förvånades man över att det fortfarande efter ett halvår låg vapen, hjälmar, rustningar, hästkroppar och människolik överallt i terrängen.